# Синда (окръг Фамагуста)
Сѝнда (на гръцки: Σίντα; на турски: İnönü) е село в Кипър, окръг Фамагуста. Според статистическата служба на Северен Кипър през 2011 г. селото има 2893 жители.
Де факто е под контрола на непризнатата Севернокипърска турска република.